# 喜劇 深夜族
『喜劇 深夜族』（きげき しんやぞく）は、1969年8月27日に日本で公開された映画。

## 概要
宮川一郎、森﨑東が脚本を共同執筆。

## スタッフ
- 監督：渡辺祐介
- 脚本：宮川一郎、森﨑東
- 製作：瀬島光雄
- 撮影：荒野諒一
- 音楽：木下忠司

## キャスト
- 重盛平三：伴淳三郎
- 重盛幸子：緑魔子
- 久一：高松しげお
- 美智子：桜井浩子
- おみね：都家かつ江
- 鬼頭：藤岡琢也
- ミヨ子：早瀬久美
- 桜井：西村晃
- 菊地：財津一郎
- 今井：原田健二
- 前田：東八郎
- 大西：小島三児
- ナレーター：小沢昭一
- 商店主：藤村有弘
- 元女郎：かしまし娘（正司歌江、正司照枝、正司花江）